# Miles Ahead (film)
Cet article concerne le film sur Miles Davis. Pour ne pas confondre avec son album, voir Miles Ahead.
Pour plus de détails, voir Fiche technique et Distribution.
Miles Ahead est un film biographique américain réalisé par Don Cheadle, sorti en 2015. Il s'agit d'un portrait du trompettiste de jazz Miles Davis (1926-1991) et de la première réalisation de Don Cheadle.

## Synopsis
Durant la parenthèse de sa carrière (1975-1981), Miles Davis, à la dérive chez lui, se fait dérober une bande enregistrée. Le trompettiste se fait aider par Dave Brill, un journaliste de Rolling Stone, afin de la retrouver. Entre-temps, il se remémore ses années glorieuses sur scènes et ses années malheureuses avec son épouse Frances Taylor sous l'emprise d'alcool et de drogues avant son grand retour en 1981,…

## Fiche technique
- Titre original : Miles Ahead
- Titre provisoire : Kill the Trumpet Player[2],[3]
- Réalisation : Don Cheadle
- Scénario : Steven Baigelman et Don Cheadle[1]
- Musique : Robert Glasper
- Direction artistique : Hannah Beachler
- Décors : Korey Washington
- Costumes : Gersha Phillips
- Photographie : Roberto Schaefer
- Montage : John Axelrad
- Production : Robert Ogden Barnum, Don Cheadle, Darryl Porter, Daniel Wagner, Darryl Porter et Lenore Zerman[1],[3]
- Sociétés de production : Bifrost Pictures[2] ; Crescendo Productions[3], Naked City Films et Sobini Films (coproductions)
- Société de distribution : Sony Pictures Classics (États-Unis)
- Pays de production :  États-Unis
- Langue originale : anglais
- Format : couleur
- Genre : biographie
- Durée : 100 minutes
- Dates de sortie :
  - États-Unis : 11 octobre 2015 (Festival du film de New York)[6] ; 1er avril 2016 (sortie nationale)
  - Québec : 15 avril 2016
  - Belgique : 25 mai 2016
  - France : août 2016 (DVD/Blu-ray)

## Distribution
- Don Cheadle (VF : Jean-Paul Pitolin) : Miles Davis
- Ewan McGregor (VF : Bruno Choël) : Dave Brill, journaliste du Rolling Stone
- Michael Stuhlbarg (VF : Vincent Ropion) : le producteur de musique[7]
- Emayatzy Corinealdi : Frances Taylor, femme de Miles Davis
- Keith Stanfield : Junior, jeune trompettiste qui veut percer
- Morgan Wolk : Erica
- Austin Lyon : Justin
- Jeffrey Grover : Gil Evans
- Joshua Jessen : Bill Evans
- Theron Brown : Herbie Hancock

 Source et légende : version française (VF) sur RS Doublage

## Production

### Développement
C'est à l'occasion de l'entrée de Miles Davis au Rock and Roll Hall of Fame en 2006, que l'idée est survenue à l'acteur Don Cheadle d'en faire un film biographique sur ce musicien de jazz, dont il est un grand admirateur. L'acteur Ewan McGregor devait y jouer, mais la crise financière éclate en 2008.
En 2013, le film est vendu sous le titre provisoire Kill the Trumpet Player au American Film Market.
Le 3 juin 2014, Don Cheadle fait appel à la générosité de ses fans sur le site de financement participatif Indiegogo : « C'est un film complètement indépendant, on n'est pas épaulés par un studio. C'est pourquoi notre plateforme de crowdfunding reste ouverte. J'ai moi-même investi beaucoup d'argent dans ce projet. Ça coûte cher de faire un film historique qui paraisse authentique. Et les droits musicaux ont aussi un prix. Mais d'un autre côté, faire participer des anonymes, des fans de Miles Davis au budget, c'est un excellent moyen de transformer ce film en événement. La musique de Miles parlait à tout le monde, et on veut rendre ça à l'écran. Le crowdfunding participe d'une certaine manière à cet aspect « social » », explique-t-il.
Visiblement l'acteur-réalisateur avait beaucoup de difficultés financières à Hollywood étant donné que dans son film ne figuraient que des acteurs noirs ; c'est pour cette raison qu'il ajoute « un acteur blanc (…) [qui] est vraiment devenu un impératif financier », a-t-il expliqué à la Berlinale en février 2016 : « Il y a différents critères pris en compte par les financiers pour déterminer si un film est un bon investissement. Et il y a l'idée, non prouvée, que les films avec seulement des acteurs noirs ne peuvent pas connaître une carrière internationale. (…) Mais c'était l'une des conditions pour obtenir une certaine somme nous permettant d'avoir le budget nécessaire pour faire le film. C'est l'une des réalités de l'industrie dans laquelle nous sommes ».

### Attribution des rôles
Annoncé dans les médias en novembre 2013, en tant que scénariste, producteur et réalisateur, Don Cheadle obtient finalement la trompette de Miles Davis. Aux côtés de lui, en 2006, Ewan McGregor a été choisi pour interpréter le rôle de Dave Brill, journaliste du Rolling Stone. Zoe Saldaña qui, à l'origine, devait être Frances Taylor, épouse de Miles Davis, a été remplacée par Emayatzy Corinealdi en raison de sa grossesse.

### Tournage

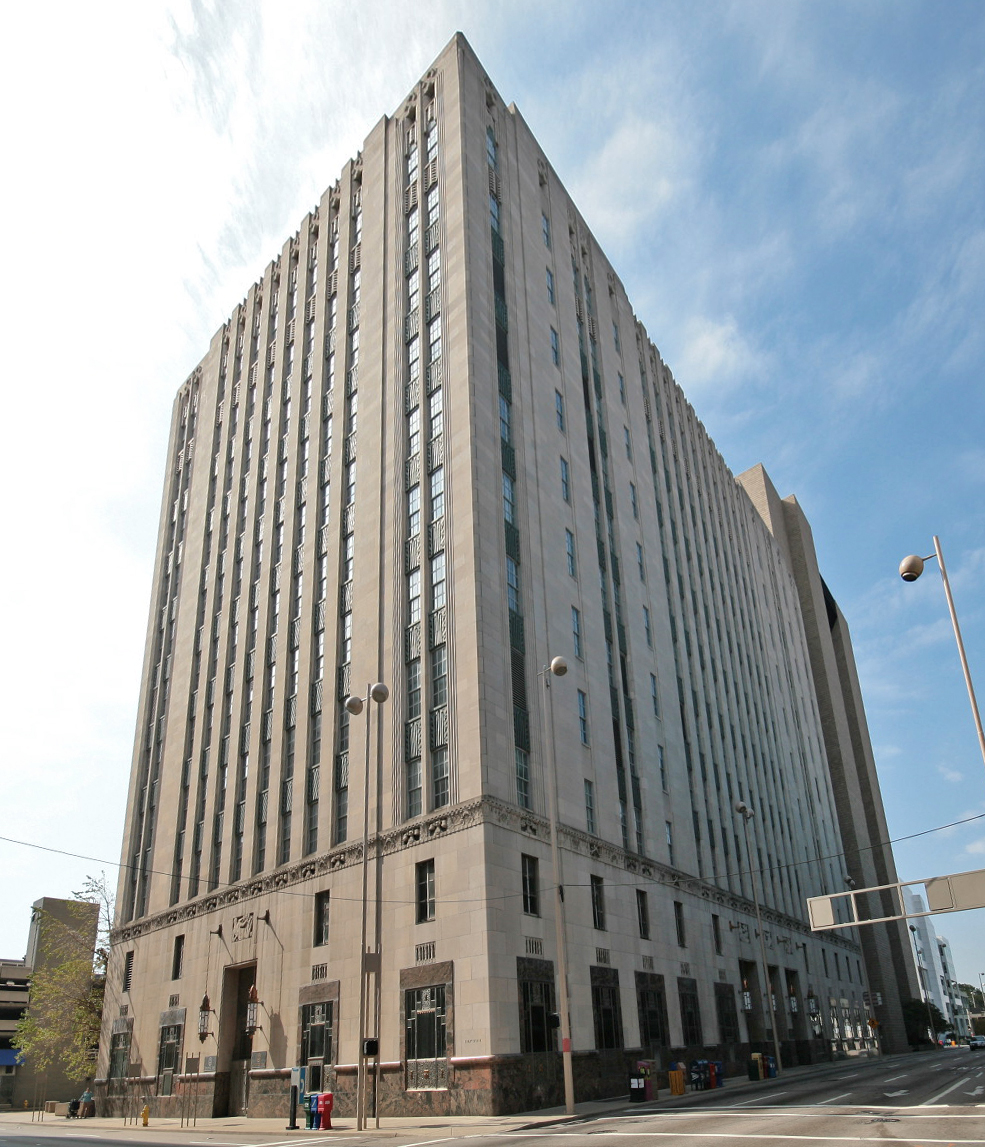
Le Cincinnati and Suburban Telephone Company Building

Approuvé du crédit d'impôt d'environ 2 370 000 de dollars par l'Ohio Motion Picture, le tournage commence le 7 juillet 2014, prévu pour six semaines avec une possibilité de prolonger une ou deux semaines de plus, à Cincinnati au sud de l'Ohio — où Don Cheadle et les producteurs ont visité deux mois auparavant — en raison de l'architecture et de l'apparence qui rapprochent de Manhattan, la ville de New York,. Le bâtiment Cincinnati and Suburban Telephone Company Building sur West Seventh Street se sert pour décors du CBS Building à New York en 1979, en ajoutant quelques voitures classiques, des taxis et un vieux bus.
La ville, comme ce bâtiment d'ailleurs, a été utilisée en fin avril 2014 pour les scènes de Carol de Todd Haynes, avec Cate Blanchett et Rooney Mara en les transportant dans les années 1950.
La première semaine d'août 2014, l'équipe se déplace à Dayton dans l'état de l'Ohio pour filmer des scènes dans une ancienne prison, ainsi que d'autres endroits dans cette ville et dans le voisinage de Kettering. Le 15 août, le tournage s'achève à Cincinnati après avoir filmé dans trente lieux aux centres-villes voisines Over-the-Rhine, West End et Northside avec plus de 300 acteurs locaux.

### Musique
Le pianiste et compositeur de jazz Herbie Hancock, partenaire et ami proche de Miles Davis, accepte de superviser la musique du film en tant que producteur exécutif. Don Cheadle, ayant appris à maîtriser la trompette pour le besoin de son rôle, rassure que la musique « dans le film sera bien celle de Miles Davis ».

## Promotion
Le 7 juillet 2014, le webzine Entertainment Weekly dévoile une étonnante photographie de Don Cheadle dans la peau de Miles Davis, méconnaissable, et le début du tournage à Cincinnati, ainsi qu'un interview avec le réalisateur.
La bande annonce est diffusée en février 2016, montrant des « scènes d'action et musique jazz [qui] sont au rendez-vous ».

## Accueil

### Sortie internationale
Miles Ahead clôture le 11 octobre 2015 au festival du film de New York avant sa sortie nationale à partir du 1er avril 2016 aux États-Unis, où a lieu une observation sur seulement quatre écrans résultant 115 000 dollars en un week-end et 618 000 dollars en quelques jours.
Le film sort en Belgique, le 25 mai 2016.

## Distinctions et sélections

### Récompenses
- Festival international du film de Palm Springs 2016 : « Directors to Watch » pour Don Cheadle[22]

### Nominations
- Berlinale 2016 : Sélection « Berlinale Special »[23]
- Festival international du film de Cleveland 2016 : Compétition des films musicaux
- Festival international du film de Glasgow 2016 : Prix du public

### Source
- Kill The Trumpet Player sur Bifrost Pictures